# إيفلين جوزيف
إيفلين جوزيف هي كاتِبة كندية، ولدت في 1953.